# Par les champs et par les grèves
 (janvier 2020).
Si vous disposez d'ouvrages ou d'articles de référence ou si vous connaissez des sites web de qualité traitant du thème abordé ici, merci de compléter l'article en donnant les références utiles à sa vérifiabilité et en les liant à la section « Notes et références ».
Par les champs et par les grèves (voyage en Bretagne) est un récit de voyage écrit par Gustave Flaubert et Maxime Du Camp, rédigé en 1847 et publié séparément entre 1852 et 1881.

## Contenu
L'ouvrage, écrit par les deux amis, se compose de douze chapitres. 
Du Camp a rédigé les chapitres pairs, et Flaubert les chapitres impairs. 
Les chapitres de Du Camp paraissent à partir du 1er avril 1852, dans la Revue de Paris, ceux de Flaubert, à titre posthume, à partir de 1881.
Pour Flaubert, ce voyage a été « une fort jolie excursion ». 
Sacs au dos et souliers ferrés, ils ont fait tous deux 160 lieues dans des conditions parfois difficiles. 
Il se déclare très satisfait de son expédition, impressionné par la mer, « le grand air, les champs, la liberté, j’entends la vraie liberté, celle qui consiste à dire ce qu’on veut, à penser tout haut à deux, et à marcher à l’aventure en laissant derrière vous le temps passer sans plus s’en soucier que de la fumée de votre pipe qui s’envole. »  
En fait, il est désolé d'arriver au terme de son équipée à travers la Bretagne, commencée un matin de mai 1847 : deux écrivains à l'aube de leur carrière partant à l'aventure dans une région alors assez sauvage, loin de la « civilisation », loin du tapage du monde, un peu comme « Bouvard et Pécuchet », pour écrire aussi ce livre à « quatre mains.
« Des impressions, beaucoup de digressions aussi, succulente évocation d'un récit embrassant non seulement la Bretagne, but du voyage, mais également la Touraine et l'Anjou ».
Le 22 octobre 1849, Gustave Flaubert quitte Croisset pour un voyage en Orient qui va durer un an et demi : durant les sept premiers mois, il est accompagné de son ami Du Camp, et rédige un journal au cours de son séjour en Égypte et qu'il met au propre entre juin et septembre 1851. 

## Éditions
- Première édition des chapitres rédigés par Flaubert : 15 octobre 1881, chez Charpentier et Cie.
- Par les champs et par les grèves (voyage en Bretagne), accompagné de mélanges et fragments inédits par Gustave Flaubert (1886) lire en ligne sur Gallica
- « Nous allions à l'aventure par les champs et par les grèves » par Maxime Du Camp et Gustave Flaubert, édition commune inédite, Paris, Le Livre de poche, collection « La lettre et la plume », 2012  (ISBN 9782253163688).